# Bloody Tune Radio Specialist Collection
 (avril 2025).
Albums de Yui Sakakibara
Bloody Tune
(2010)
Albums par Yui Sakakibara
Dream Party Memorial Album
(2009)
Bloody Tune Radio Specialist Collection est un mini-album de Yui Sakakibara, sorti sous le label LOVE×TRAX Office le 25 février 2011 au Japon. Il n'arrive pas au classement de l'Oricon.

## Liste des titres
| 1. | Opening (オープニング)            |  |
| 2. | Yoru ni Owaranai (終わらない夜に) |  |
| 3. | BLOODY TUNE REPORT!               |  |
| 4. | BLOODY TUNE REMEMBER!             |  |
| 5. | Ending (エンディング)             |  |